# Лусена-де-Халон
Лусена-де-Халон (ісп. Lucena de Jalón) — муніципалітет в Іспанії, у складі автономної спільноти Арагон, у провінції Сарагоса. Населення — 309 осіб (2010).
Муніципалітет розташований на відстані близько 240 км на північний схід від Мадрида, 37 км на захід від Сарагоси.
На території муніципалітету розташовані такі населені пункти: (дані про населення за 2010 рік)
- Бербедель: 8 осіб
- Лусена-де-Халон: 301 особа

## Демографія
Динаміка населення (INE ):